# Bulgarica cana
Bulgarica cana is een slakkensoort uit de familie van de Clausiliidae. De wetenschappelijke naam van de soort is voor het eerst geldig gepubliceerd in 1836 door Held.